# Olivier le Daim

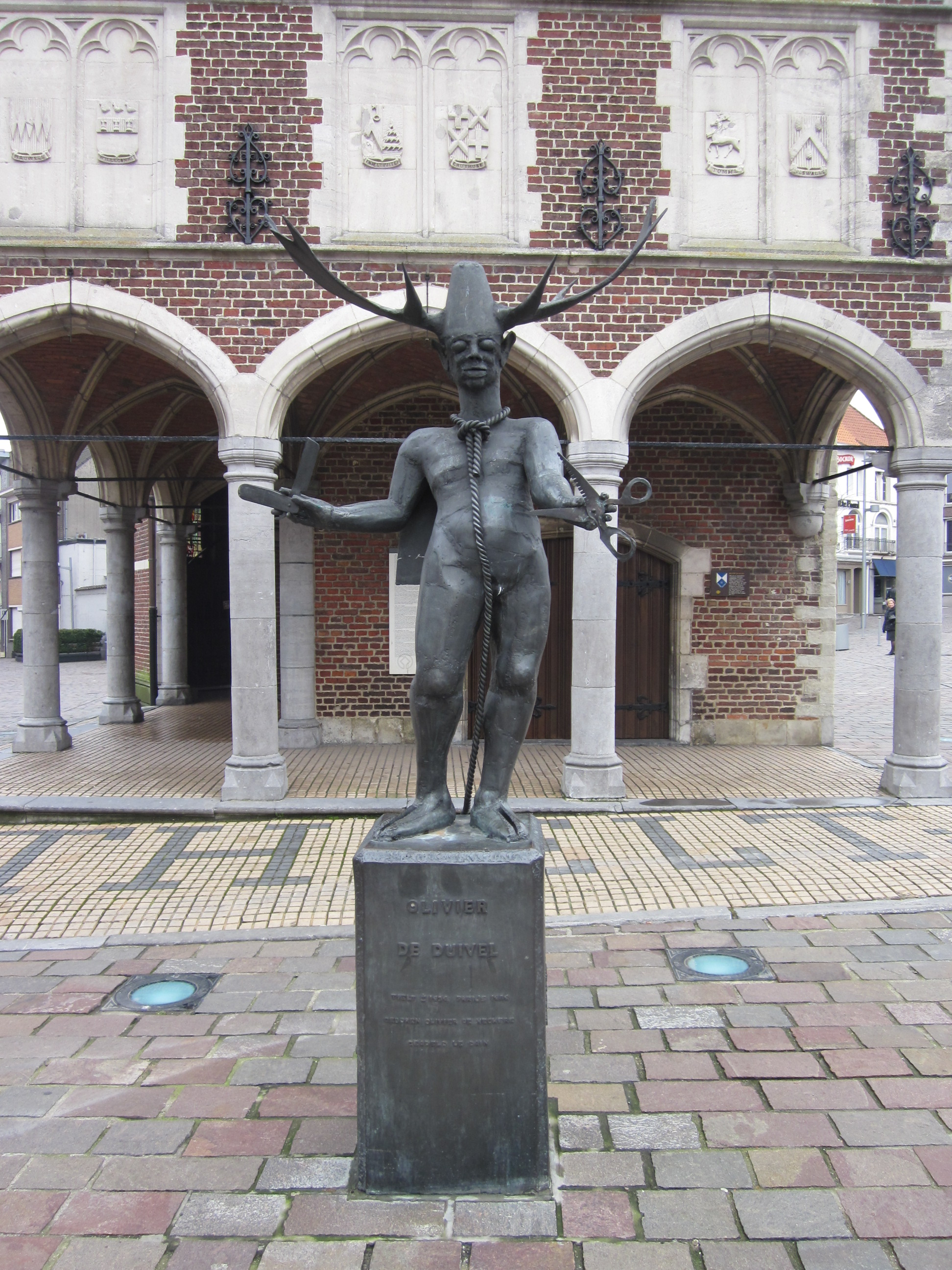
Standbeeld in Tielt door Jef Claerhout

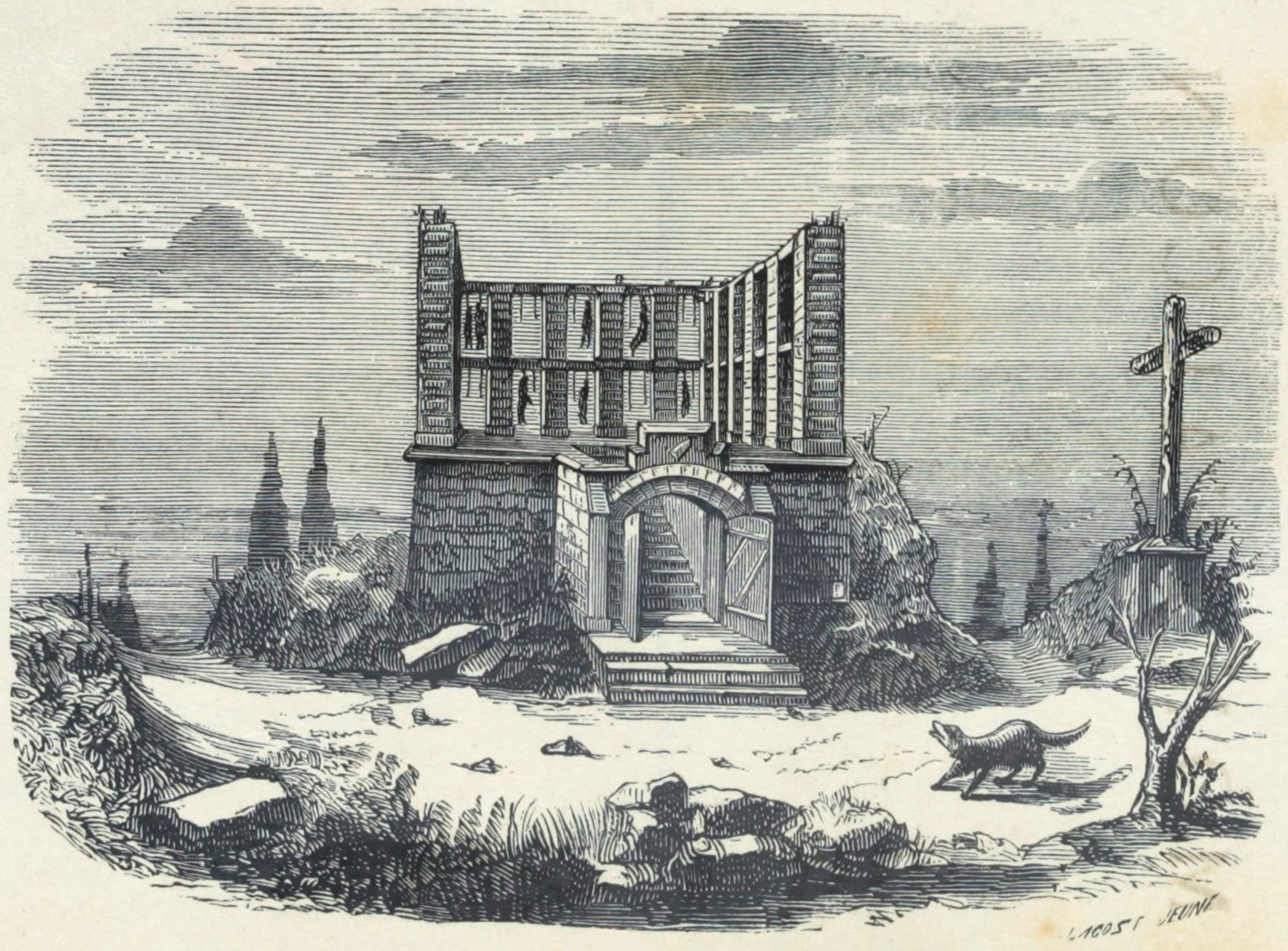
Galg van Montfaucon

Olivier le Daim, bijgenaamd Olivier de Duivel en geboren als Olivier De Neckere (necker of nekker=duivel) (Tielt, 1434 - Parijs, 21 mei 1484) was een vertrouweling van de Franse koning Lodewijk XI.
Lodewijk van Valois, de latere koning van Frankrijk Lodewijk XI was op de vlucht voor zijn vader. Filips de Goede verleende hem asiel en herbergde hem in het kasteel van Genepiën, samen met zijn echtgenote Charlotte van Savoye. Daar werd ook hun tweede zoontje Joachim geboren, die echter vier maanden later overleed en in de kerk van Halle begraven ligt.
Lodewijk kwam ook in Tielt terecht. Olivier was de zoon van een Tieltse barbier en raakte bevriend met Lodewijk. Lodewijk keerde na enige tijd terug naar Parijs, samen met Olivier.
De vriendschap tussen de volksjongen en de koning zorgde ervoor dat Olivier raadsman en vertrouweling van de Franse koning werd. De koning benoemde hem tot hofbarbier van het Franse koningshuis en hoofd van de barbiersgilde van Parijs. Olivier werd bedacht met titels en schenkingen. Hij verkreeg de adellijke titel van "Olivier le Daim" (Nederlands: damhert) graaf van Meulan.
Uiteraard bleef die blitzcarrière niet onopgemerkt bij de hofadel. Toen de koning in 1483 overleed kwam het tot een haastig proces en Olivier werd opgehangen aan de beruchte Galg van Montfaucon (letterlijk valkenberg), een drie verdiepingen hoge en zeshoekige galg op een heuvel ten noorden van het middeleeuwse Parijs.
Deze historische figuur wordt opgevoerd in werken van enkele 19e-eeuwse schrijvers, onder meer Walter Scott ("Quentin Durward"), Victor Hugo ("Notre-Dame de Paris") en Alfred Neumann ("Ter Teufel").
Zijn standbeeld staat voor de Tieltse hallentoren, zijn wapenschild kan men zien in haar muren. In zijn standbeeld is een spin (allegorische voorstelling van de Franse koning) verwerkt die hem beschermt.